# جلكى نهرية شرق آسيوية
جلكى نهرية شرق آسيوية (الاسم العلمي: Lethenteron reissneri) هي نوع من الحيوانات المائية يتبع جنس جلكى هاملة الأمعاء من فصيلة الجلكية.